# Graham Nash
Graham Nash, nascut el 2 de febrer de 1942 a Blackpool (Regne Unit), és un cantant, compositor folklòric i fotògraf anglès. Va formar part dels grups The Hollies i Crosby, Stills & Nash (i Young). Es va convertir en ciutadà nord-americà el 14 d'agost de 1978 i té la doble nacionalitat del Regne Unit i dels Estats Units.
Nash té quatre doctorats honorífics, incloent un del New York Institute of Technology, un a la música de la Universitat de Salford el 2011 i el seu últim doctorat en Belles Arts per la Universitat de Lesley a Cambridge, Massachusetts.